# Morje Laptevov
Mórje Láptevov (tudi Morje Laptjevov, nepravilno Morje Laptevih (mestnik namesto rodilnika) (rusko море Лаптевых) je del Arktičnega oceana in se razteza na površini 649.800 km² znotraj polarnega kroga. Leži med polotokom Tajmir in Novosibirskimi otoki. Na zahodu meji s Karskim morjem, na vzhodu pa z Vzhodnosibirskim morjem.
Zahodna meja morja se začenja na Arktičnemu rtu (otok Komsomolec), se nadaljuje vzdolž vzhodne obale Severne dežele, skozi Preliv Rdeče armade, do vzhodne obale Otoka oktobrske revolucije in Rta Anušinova skozi Šokaljskijev preliv do otoka Boljševik, vzdolž obale rta Vajgač, vzdolž vzhodne meje Preliva Vilkickega do čela Hatanškega zaliva. Severna meja se začne na Akrtičnemu rtu in poteka skozi stično točko poldnevnika severnega vrha otoka Kotelni (139° V) in roba celinskega grebena (79° severno, 139° 00' vzhodno). Vzhodna meja se začne na zahodni strani Preliva Sannikova, okoli zahodnih obal Velikih in Malih Ljakovskih otokov in se nadaljuje vzdolž zahodnega kraka Preliva Dimitrija Lapteva. Južna meja je celinska obala od Svetega rta (Svjatoj Nos) do čela Hatanškega zaliva.
Širina na vzporedniku 75° severno je 717 km, dolžina od rta Čeljuskin do Preliva Dimitrija Lapteva je 1.126 km. Morje je plitvo - od tega je okoli 66 % globoko manj kot 100 m, in med letom večino časa zamrznjeno. V morje se z veliko delto izliva Lena in glavne reke Hatanga, Anabar, Olenjok, Omoloj in Jana. V južnih in jugovzhodnih območjih, ki sestavljajo 45 % celotne površine morja, je globina od 10 do 50 m. Globine, ki presegajo 2000 m so v severnih delih. Strmo dno, ki se začne na 100 m in končuje v 3000 m, deli morje na severne in južne predele vzdolž vzporednika ob Prelivu Vilkickega.
Morje Laptevov je kot del poti Severnega Ledenega morja plovno le v avgustu in septembru. Glavna pristana sta Tiksi na skrajnem vzhodnem robu Lenine delte in Nordvik ob vzhodnem robu Hatangškega zaliva. Nekoč se je morje imenovalo Nordenskjöldovo morje po finskemu raziskovalcu Nilsu Adolfu Nordenskjöldu, danes pa se imenuje po ruskih arktičnih raziskovalcih, bratrancih Haritonu Prokofjeviču in Dimitriju Jakovljeviču Laptevu, ki sta sodelovala v drugi Beringovi odpravi (1734 do 1741) in sta praktično odkrila morje.
Nordenskjöldova odprava z ladjo Vega v letih od 1878 do 1879 je prva raziskovala živalstvo in rastlinje Morja Laptevov. Odpravo je nadaljevala Tollova ruska odprava z ladjo Zarja (1900 do 1903) in odprava Vilkickega z ladjama Tajmir in Vajgač leta 1913. V času Sovjetske zveze sta raziskovali morje dve norveški odpravi z ladjo Mod (1918 do 1920 in 1921 do 1924), odprava Kmišnikova leta 1926 in Jujeva odprava. Morje je leta 1927 raziskoval Čirikin z ledolomilcema Lithke (1934) in Sadko (1937).